# Victor Baptistin Sénès
Victor Baptistin Sénès (Tolone, 31 marzo 1857 – Capo Santa Maria di Leuca, 27 aprile 1915) è stato un ammiraglio francese, già distintosi particolarmente come ufficiale durante la campagna per l'occupazione della Tunisia (1881) e nel corso della guerra franco-cinese (1885-1887). Durante le fasi iniziali della prima guerra mondiale fu comandante della 2ème Division della 1ère Escadre légère, alzando la sua insegna sull'incrociatore corazzato Léon Gambetta. Consapevole del rischio cui erano sottoposte le sue unità, che bloccavano l'entrata del canale di Otranto per impedire l'uscita della navi principali della k.u.k. Kriegsmarine, a causa della presenza dei sommergibili austro-ungarici operanti nel Mare Adriatico richiese, invano, al comandante della 1er Armée navale, viceammiraglio Augustin Boué de Lapeyrère, che gli fossero assegnati dei cacciatorpediniere di scorta.

## Biografia

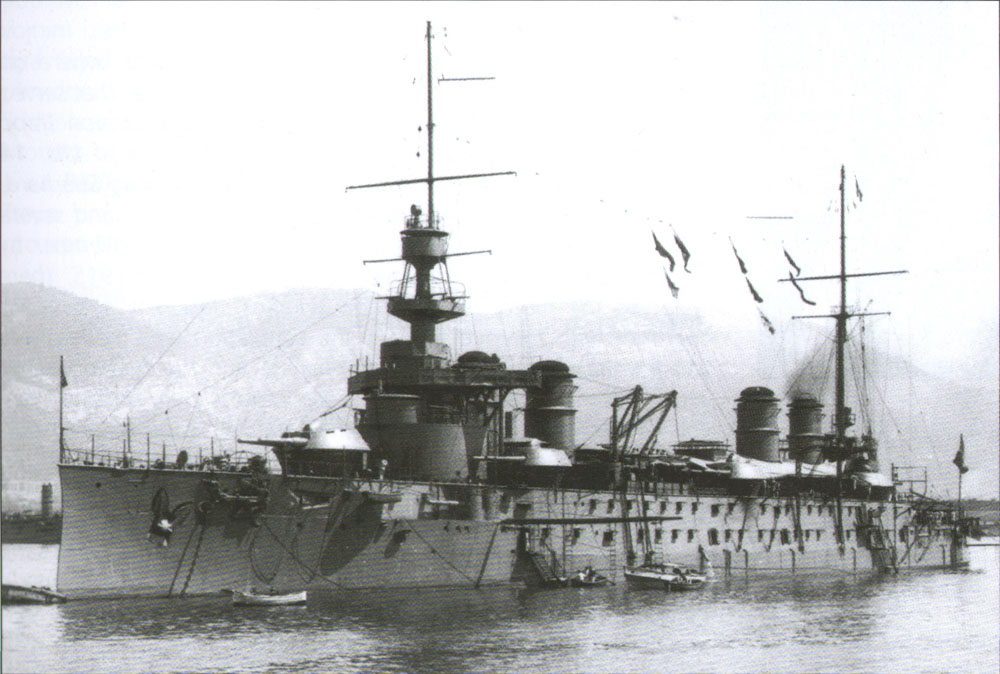
L'incrociatore corazzato Léon Gambetta in una foto del 1915

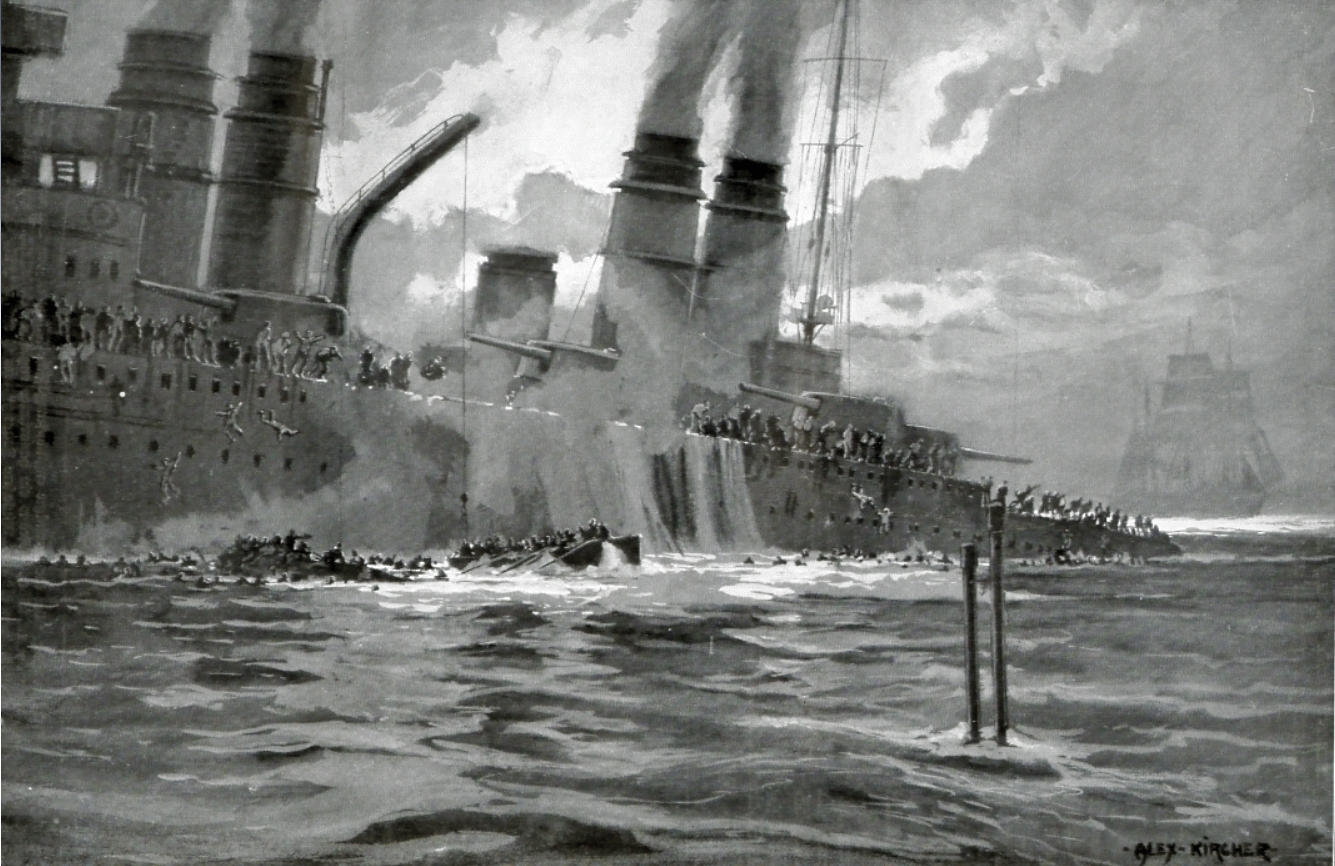
Il suiluramento dell'incrociatore corazzato Léon Gambetta ritratto in una cartolina postale tedesca. L'immagine è del pittore marino austro-tedesco Alexander (Alex) Kircher

Nacque a Tolone il 31 marzo 1857, figlio di Joseph Fortuné, un magazziniere della marina, e di Anne Marguerite Vial. Arruolatosi nella Marine nationale, nell'ottobre 1874 iniziò a frequentare l'École Navale, venendo promosso aspirante di seconda classe nell'agosto 1876.  Imbarcatosi sulla nave da battaglia Richelieu, una volta promosso aspirante di prima classe nell'ottobre 1877 fu trasferito sull'incrociatore Venus operante nella divisione navale dell'Atlantico del sud. Nell'ottobre 1879 fu promosso enseigne de vaisseau, nel 1881 si imbarcò sulla cannoniera Tactique, sempre operante nell'Atlantico del sud. Ufficiale di manovra sulla Orne (1881), prese parte alla campagna per l'occupazione della Tunisia.
Nel 1883 si trovava imbarcato sullo Hamelin,  nel Tonchino, e il 7 aprile 1884 assunse il comando della scialuppa cannoniera Mitrailleuse, assegnata alla Divisione navale del Tonchino, distinguendosi durante le operazioni sul fiume Sông Lô.
Tra il 1884 e il 1885 partecipò all'assedio di Tuyen-Quan, rimanendo ferito il 27 febbraio 1885, venendo decorato con la Croce di Cavaliere della Legion d'onore il 17 marzo successivo e promosso tenente di vascello le 28 dello stesso mese.
Nel 1886 ricopriva l'incarico di Capo del segretariato dello Stato maggiore a Tolone, brevettandosi ufficiale silurista.  Nel 1888 è comandante di un piccolo bastimento assegnato alla Scuola di difesa antisommergibili sita sulla Algésiras, e il 26 gennaio di quello stesso anno aveva sposato la signorina Olga Marie Rey, appartenente a una famiglia di negozianti di Tolone. Nel 1890 della torpediniera N 127 assegnata alla Escadre de Méditerranée. Nel 1892 diviene vicecomandante dell'avviso Hussard, in forza alla Divisione navale dell'Atlantico. Nel 1894 è imbarcato sulla nave da battaglia Colbert, operante nel Mediterraneo, e nel 1895 diviene comandante del cacciatorpediniere Eclair. Nel 1897 è imbarcato sull'incrociatore protetto Suchet, operante nel Levante, prendendo parte alle operazioni della squadra navale internazionale a Creta durante il corso della guerra greco-turca. Durante questa operazione si distinse per aver salvato dei cristiani in procinto di essere massacrati dai turchi, e per questo fatto papa Leone XIII lo insignì dell'Ordine di San Gregorio Magno. Promosso capitano di fregata il 15 novembre 1898 è nominato ufficiale d'ordinanza del Ministro della marina Louis Pothuau.
Nell'aprile 1899 è nominato Capo della 1ª Sezione dello Stato maggiore del 5° Dipartimento marittimo a Tolone, distinguendosi in quello stesso mese durante l'esplosione della polveriera di Lagoubran, vicino a Tolone, e tra il 1900 e il 1901 fu vicecomandante della nave da battaglia Bouvet, assumendo nel 1901 il comando dell'incrociatore protetto Alger.
L'8 luglio 1902 diviene comandante dell'incrociatore protetto Pascal, in forza alla Escadre d'Extrême-Orient, durante la guerra russo-giapponese portò soccorso ai cittadini russi in fuga dalla Corea, salvando nell'aprile 1904 i naufraghi dell'incrociatore russo Variag affondato in combattimento dai giapponesi nella rada di Chemulpo.  Ufficiale della Legion d'onore il 9 giugno 1904, è promosso capitano di vascello il 1 agosto 1905. Comandante del guardiacoste Indomptable a Tolone, nel 1906 assume il comando dell'incrociatore Dupleix dell'Escadre du nord, e nel 1907 della nave da battaglia Charles Martel della Escadre de Méditerranée. Il 20 novembre 1909 assume il comando della Divisione navale del Marocco, alzando la sua insegna sull'incrociatore Du Chayla. Il 19 novembre 1910 effettuò uno scalo ad Agadir dove fu ricevuto dal califfo, ricambiando poi la sua volta la cortesia e ricevendo il califfo Mulay Abd al-Hafiz a bordo del suo bastimento. Questa visita, agli occhi dei tedeschi, costituiva il colpo di mano della Francia per impossessarsi del Marocco e fu l'origine della crisi di Agadir, seguita alla visita della cannoniera della Kaiserliche Marine Panther nel medesimo porto.
Nel novembre 1911 è promosso contrammiraglio, e nel 1913 assume il comando della 2ème Division della 1ère Escadre légère,  alzando la sua insegna sull'incrociatore corazzato Léon Gambetta.  Allo scoppio della prima guerra mondiale partì con la sua squadra , al seguito della 1er Armée navale del viceammiraglio Augustin Boué de Lapeyrère al fine di impedire l'ingresso delle navi nemiche nei Dardanelli, e poi nel Mare Adriatico per bloccarne l'uscita alle unità k.u.k. Kriegsmarine austro-ungarica. Poco incline alla confidenza, il 13 marzo 1915 disse al suo capo di stato maggiore, capitano di fregata Somborn, che sbarcava per assumere il comando di una nave: Volevo dirvi addio, Somborn, voi non mi rivedrete più. L'8 aprile scrisse una lettera al comandante della 1er Armée navale, Boué de Lapeyrère, richiedendo l'assegnazione di alcuni cacciatorpediniere di scorta al fine di garantire i soccorsi all'equipaggio delle navi maggiori nel caso qualcuna di queste fosse stata silurata da un sommergibile. Tale richiesta rimase senza risposta.
Mentre si trovava a bordo della sua nave ammiraglia in navigazione alla velocità di 6 nodi nel canale d'Otranto, quest'ultima fu silurata e affondata dal sommergibile austro-ungarico U-5, al comando del capitano di corvetta Georg Ludwig von Trapp, nella notte tra il 26 e il 27 aprile 1915 al largo di Capo Santa Maria di Leuca. Rimasto sulla passerella disse agli uomini dell'equipaggio di rimanere calmi, e di imbarcarsi ordinatamente sulle scialuppe di salvataggio, che erano tutte per loro, in quanto gli ufficiali sarebbero rimasti a bordo. Degli 821 uomini dell'equipaggio ne perirono ben 687, tra cui il contrammiraglio Sénés, rimasto a bordo secondo la tradizione marinara. Per questo fatto fu citato all'Ordine del giorno dell'Armée navale con la seguente motivazione: Ufficiale generale di altissimo valore, mantenne un ottimo contegno durante le operazioni di salvataggio del “Léon Gambetta”, esortando alla calma, quando la situazione era molto critica e si lasciava affondare con il bastimento che alzava la sua bandiera. Il suo corpo fu recuperato il giorno successivo dalle navi della Regia marina accorse sul posto e la salma poi tumulata dapprima nel cimitero di Castrignano, e poi traslata nel dicembre 1918 nella tomba di famiglia sita nel cimitero di Tolone. Sulla sua tomba c'è l'iscrizione: Mort pour la France. Una statua e una placca commemorativa in suo onore sono stati apposti presso la Sede del Commissariato della marina a Tolone.  Un busto che lo raffigura, scolpito dal André Joseph Allar è conservato presso il Musée de l'armée di Tulle. Inoltre portano il suo nome una via di Marsiglia, e una di Pradet, e una piazza di Tolone.

### Annotazioni
1. ↑  Composta oltre che dal Léon Gambetta anche dagli incrociatori corazzati Jules Ferry, Victor Hugo e Waldeck Rousseau.

### Fonti
1. ↑  Taillemite 2002, pp. 486-487.
2. 1 2 3 4 5 6 7 8 9 10 11  Memorial National.
3. 1 2 3 4 5 6 7 8 9 10 11 12 13 14  École Navale.
4. ↑  Piouffre, Simoni 2001, p. 23.
5. ↑  Piouffre, Simoni 2001, p. 109.
6. 1 2  Piouffre, Simoni 2001, p. 113.
7. 1 2  Couhat 1974, p. 12.
8. ↑  Couhat 1974, p. 52.
9. ↑  Couhat 1974, p. 18.
10. ↑  Couhat 1974, p. 64.
11. ↑  Buffetaüt 2005, p. 30.
12. ↑  Couhat 1974, p. 58.
13. ↑  Buffetaüt 2005, p. 29.